# Adarnase I de Tao-Klarjeti
Adarnase (en georgiano: ადარნასე) fue un noble georgiano que gobernó en el siglo VIII sobre Tao-Klarjeti y que fundó la dinastía Bagrationi.
Se estableció en Tao-Klarjeti como vasallo de la dinastía cosroida de Iberia y, por herencia, extendió sus dominios hasta convertir a los bagrationi– en la persona de su hijo Ashot I – en príncipes de Iberia

## Origen
La crónica georgiana medieval Historia del rey Vakhtang, atribuida a Juansher, cuenta que el príncipe (mtavari) Adarnase vino ante el gobernante cosroida Archil y solicitó un feudo como su vasallo. Recibió Shulaveri y Artani (hoy Ardahan, Turquía). Según el mismo pasaje, Adarnase era descendiente del profeta David y el sobrino – según otro manuscrito, nieto – de "Adarnase el Ciego". Su padre era "pariente de los Bagrationi" y había sido nombrado duque en Armenia por los bizantinos. Oprimido por el gobernador árabe Marwan, se trasladó a la corte de los "hijos del curopalates Guaram III, donde se quedó."
Cyril Toumanoff supone que el "Adarnase el Ciego" citado por Juansher – no nombrado por nadie más– es un error a la hora de hacer referencia a Ashot III el Ciego de Armenia (c. 690–762), lo que haría a Adarnase su nieto, no su sobrino. Sería a través de su hijo Vasak, que podría haberse casado con la hija del príncipe georgiano Guaram y haber vivido como fugitivo en su corte después de la desastrosa rebelión que protagonizó la nobleza armenia contra el gobierno árabe en 772. Vasak no aparece en las crónicas georgianas, que atribuyen el origen de los Bagrationi de forma vaga al rey David. Así, Sumbat Davitisdze, biógrafo del siglo XI, menciona solo de pasada a Adarnese y atribuye, errónea o intencionadamente, la llegada de los bagrationi a siglos anteriores.

## Familia
Adarnase se casó con una hija del príncipe Nerse de Iberia, con la que tuvo dos niños. Su hijo, Ashot, le sucedió en Tao-Klarjeti y se convirtió en el primer príncipe bagrationi de Iberia. Según la Crónica de Kartli, Adarnase también tuvo una hija, Latavri. Esta se casó con Juansher, un hijo del mismo príncipe que dio sus feudos a Adarnase (Archil). La madre de Juansher se opuso al matrimonio, según las crónicas, por su desconocimiento del origen de los Bagrationi.
Esta alianza dinástica permitió a Adarnase expandir sus propiedades. Los dominios de Archil fueron divididos entre tres herederos; Juansher entre ellos. Cuándo Juansher murió (c. 806), Adarnase heredó a través de su hija y unió sus dominios con los de su difunto yerno. Se sentaron así las bases del bastión bagratoni en Tao-Klarjeti y Javakheti. Latavri y su padre Adarnase son recordados en una inscripción en un monasterio cerca de Akhalgori.